# Проблема Нельсона — Ердеша — Гадвігера
Проблема Нелсона — Ердеша — Гадвігера — фундаментальна проблема комбінаторної геометрії, спочатку поставлена як задача про розфарбування або хроматичне число евклідового простору. Надалі задача була узагальнена на довільний метричний простір. Цю проблему можна поставити і як завдання теорії графів. Проблема пов'язана також із іншим класичним завданням комбінаторної геометрії — гіпотезою Борсука, спростованою в загальному випадку 1993 року. Попри зусилля низки великих математиків, станом на 2014 р. проблема Нельсона — Ердеша — Гадвігера далека від вирішення.